# Суперкубок Норвегии по футболу
Суперку́бок Норве́гии по футбо́лу (норв. Mesterfinalen) — соревнование по футболу, состоящее из одного матча, в котором играют чемпион Норвегии и обладатель Кубка Норвегии предыдущего сезона. В случае выигрыша одним клубом «золотого дубля» — и чемпионата, и Кубка Норвегии — то в Суперкубке играет обладатель «дубля» и команда, занявшая второе место в чемпионате Норвегии. Матч проходит за неделю до старта чемпионата Норвегии.
Впервые был проведён в 2009 году в качестве пилотного проекта организованного Норвежским футбольным союзом, телеканалом TV 2, ЮНИСЕФ и футбольным клубом «Стабек». Первый матч за Суперкубок, называвшийся тогда Superfinalen, прошёл на домашнем стадионе футбольного клуба «Стабек», «Теленор Арена».
После двух розыгрышей, в 2009 и 2010 годах, турнир был отменен Норвежским футбольным союзом, поскольку не имел ни спортивного, ни коммерческого интереса. В 2017 году турнир был возрождён под названием UNICEF Mesterfinalen, было проведено два розыгрыша, в 2017 и 2018 годах, в обоих победителем стал «Русенборг». В 2019 году матч за Суперкубок был отменён из-за неблагоприятных погодных условий.

## Результаты
| Год  | Победитель | Счёт | Проигравший | Стадион       | Зрителей |
| ---- | ---------- | ---- | ----------- | ------------- | -------- |
| 2009 | Стабек     | 3:1  | Волеренга   | Telenor Arena | 6 363    |
| 2010 | Русенборг  | 3:1  | Олесунн     | Колор Лайн    | 3 180    |
| 2017 | Русенборг  | 2:0  | Бранн       | Бранн         | 10 681   |
| 2018 | Русенборг  | 1:0  | Лиллестрём  | Оросен        | 4 295    |